# The Mighty Diamonds
The Mighty Diamonds je jamajški trio, ki igra roots rock reggae z močnim vplivom rastafarijanstva. Člani skupine so že od njenih začetkov v letu 1969 Donald »Tabby« Shaw, Fitzroy »Bunny« Simpson in Lloyd »Judge« Ferguson. Njihova najbolj znana albuma sta debitantski album Right Time (1976) in Deeper Roots iz 1979.
Hitro so postali znani kot mlada skupina s svežim zvokom in čustvenimi melodijami. Njihove prvi uspešnici »Hey Girl« in »Country Living« sta bili posneti pri založbi Channel One. Debitantski album Right Time pa je bil posnet pri Virgin in se šteje za reggae klasiko. »Right Time« je tudi najbolj zaželena pesem na njihovih koncertih, saj združuje prijetno melodijo in njihov razpoznavni rockerski ritem.
Tudi pesem »Pass the Kouchie« je postala hit, skupina Music Youth je ustvarila priredbo imenovano »Pass the Dutchie«.
Mighty Diamond so v svoji dolgi karieri izdali kar štirideset albumov, izmed katerih večina oboževalcev ne more izbrati kateri je boljši.

## Diskografija

### Studijski albumi
- Right Time [aka When The Right Time Come (I Need A Roof)] (1976)
- Ice On Fire (1977)
- Planet Earth (1978)
- Planet Mars Dub (1978)
- Stand Up To Your Judgment (1978)
- Tell Me What Is Wrong (1978)
- The Best Of (1978)
- Disco Showcase (Leroy Smart Featuring The Mighty Diamonds) (1979)
- Deeper Roots + Dub (1979)
- Trinity Meet The Mighty Diamonds (Trinity Meet The Mighty Diamonds) (1979)
- Changes (1981)
- Dubwise (1981)
- Indestructible (1981)
- Reggae Street (1981)
- The Roots Is Here (1982)
- Backstage (1983)
- Leaders Of Black Country (1983)
- Struggling (1985)
- If You Looking For Trouble (1986)
- Heads Of Government (198X)
- Pass The Kouchie (198X)
- From The Foundation (The Mighty Diamonds & The Tamlins) (198X)

### Kompilacije
- Go Seek Your Rights (1976-79)
- Kouchie Vibes (1978-84)
- Right Time Come (197X-8X)
- Vital Selection (1981)